# 汶萊華人
汶萊華人是汶萊的華裔公民或居民，2015年時佔汶萊人口的10.1%，是當地的第二大族裔。他們的祖先大多數是福建閩南人（廈門、金門閩南人为主），當中以福建金門籍居多，約佔華人總人口 80% 以及汶萊總人口 7.5%，其次为廣府人、客家人、潮汕人、海南人、興化人等。族群內部通用語為汶萊福建話（泉漳閩南語）及汶萊華語（現代標準漢語）。汶萊華人大多活躍于當地商界，並常與馬來西亞華人企業開展合資企業。

## 歷史
中國早於宋朝已經與時稱渤泥的汶萊有貿易往來，至17世紀漸見華人社區。兩地之間的貿易於18至19世紀曾一度沉寂，到汶萊成為英國保護國，華人移居當地的情況才再度興起。移民大多來自砂拉越、新加坡或香港。1904年，大約有500名華人在汶萊，他們都是英籍華人。1924年發現石油，大量華人湧入，並於1931至47年間有4倍的增長。至1960年，華人佔當地總人口的26%。時至2019年，雖然華人人口已經顯著回落，但仍然佔當地總人口的10.3%，是當地第二大的種族。

## 华人社团
- 同乡组织：马来奕琼侨公会、马来奕福州公会、客属公会、斯市琼州公会、广惠肇公会、大埔同乡会、福建会馆
- 商业组织：斯市中华商会、马诗中华商会、马诗华人机器公会、文莱建筑商公会

## 华文教育
- 华文中学：婆罗乃中华中学（斯市中華中學）、马来奕中华中学 、诗里亚中正中学[6]
- 华文小学：都东中华学校、九汀中华学校、那威中华学校、淡布廊培育小学、双溪岭中岭小学

## 宗教信仰
| 汶萊華人宗教信仰      | 汶萊華人宗教信仰      | 汶萊華人宗教信仰 | 汶萊華人宗教信仰 | 汶萊華人宗教信仰 |
| --------------------- | --------------------- | ---------------- | ---------------- | ---------------- |
| 宗教                  | 宗教                  |                  | 百分比           | 百分比           |
| 佛教和道教            | 佛教和道教            |                  | 65%              | 65%              |
| 基督宗教              | 基督宗教              |                  | 20%              | 20%              |
| 其他宗教 (如伊斯蘭教) | 其他宗教 (如伊斯蘭教) |                  | 15%              | 15%              |

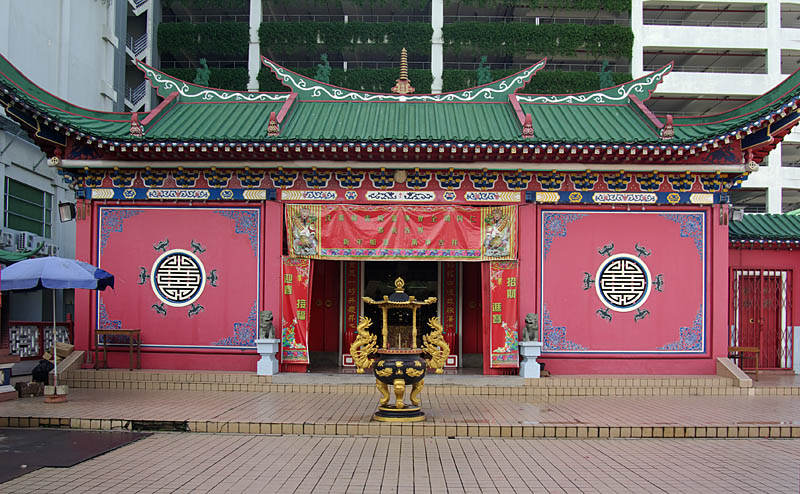
斯里巴加灣市的華人廟宇騰雲殿

汶萊華人主要信仰佛教，其次為道教、伊斯蘭教、天主教等。

## 著名華人
- 吳尊
- 鍾淑慧
- 杨建财
- 林鴻達

### 虛構人物
- 張朝唐，金庸小說《碧血劍》中的人物